# 拉苏尔·丘纳耶夫
拉苏尔·丘纳耶夫（1991年1月7日—）生于巴拉肯區，是一名阿塞拜疆男子古典式摔跤运动员。他在九岁时开始练习摔跤，一年后，他被教练带到首都巴库，此后他便在那里接受训练，2006年，他加入国家队。丘纳耶夫爱好跳舞，他曾因在2013年夏季世界大学生运动会夺冠后跳舞庆祝而受到媒体注意。